# Hougbéry
Hougbéry (auch Houghbéri, Hougoubéré, Hougou Béri) ist ein Stadtviertel von Agadez in Niger.
Hougbéry ist eines der elf historischen Stadtviertel der zum UNESCO-Welterbe zählenden Altstadt von Agadez, in deren Zentrum es liegt. Die angrenzenden Altstadtviertel sind Founé Imé im Norden, Akanfaya im Osten, Agar Garin Saka im Südosten, Angoual Bayi im Südwesten und Katanga im Westen.
Der Ortsname bedeutet „großes Haus“ und bezieht sich auf ein noch bestehendes Gebäude, das ein Einwanderer aus dem Norden erbauen hatte lassen, nachdem er das Grundstück vom Sultan von Agadez gekauft hatte. Die Bevölkerung untersteht dem Gonto von Hougbéry, einem traditionellen Ortsvorsteher, der als Mittelsmann zwischen dem Sultan von Agadez und den Einwohnern auftritt.

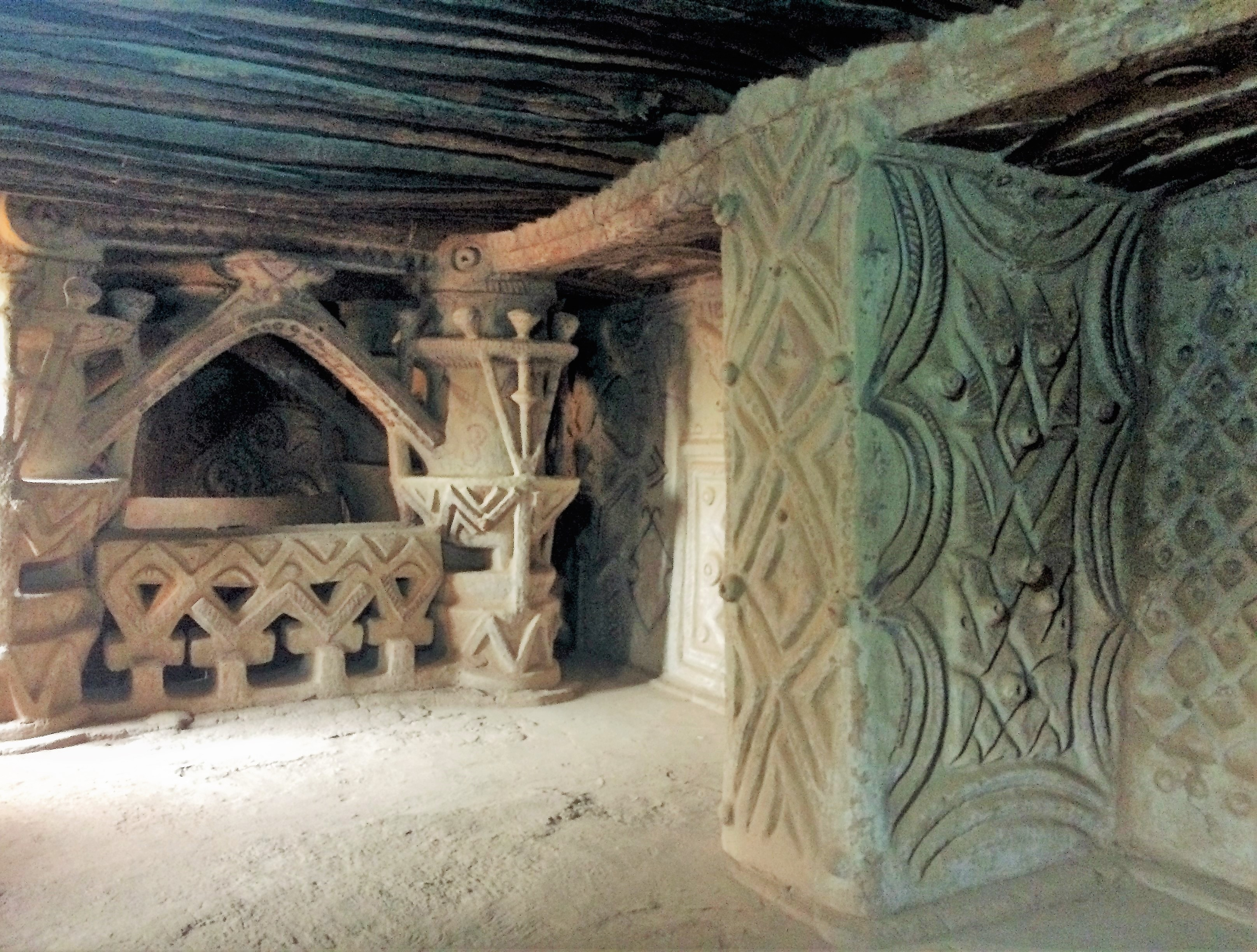
Im Inneren des Sidi-Kâ-Hauses in Hougbéry (2018)

Hougbéry war jahrhundertelang das wirtschaftliche Zentrum von Agadez. Dies lag am hier gelegenen Markt Tamalakoye. Im Jahr 1967 ließ die Unterpräfektur von Agadez einen großen neuen Markt im Westen, zwischen der Altstadt und neuen Wohnsiedlungen, errichten. Der alte Markt war zu klein geworden und für Fahrzeuge schwierig zu erreichen. In den Gassen um den Tamalakoye-Markt hat sich dennoch eine rege Handelstätigkeit erhalten. Zu den weiteren Sehenswürdigkeiten in Hougbéry zählen das Ati-Sarkin-Fawa-Haus, das Mahadi-Haus und das Sidi-Kâ-Haus.
Bei der Volkszählung 2012 hatte Hougbéry 1693 Einwohner, die in 252 Haushalten lebten. Bei der Volkszählung 2001 betrug die Einwohnerzahl 740 in 119 Haushalten und bei der Volkszählung 1988 belief sich die Einwohnerzahl auf 536 in 56 Haushalten.